# كارم غارسيا
كارم غارسيا (بالإسبانية: Carme García)‏ هي متزحلقة إسبانية، ولدت في 25 يونيو 1974.